# Adriano Magrão
Adriano Bizerra Melo, bekannt als Adriano Magrão (geboren am 7. März 1981 in Aparecida de Goiânia), ist ein ehemaliger brasilianischer Fußballspieler.

## Karriere
Der Fußballspieler begann seine Karriere bei Vila Nova FC. Von 2002 bis 2005 stand er für Iraty SC unter Vertrag. In den Jahren 2004 und 2005 wurde er an die Vereine Busan IPark (Südkorea), SE Gama und AA Anapolina ausgeliehen. Am 1. Januar 2006 unterschrieb er einen Vertrag bei Fluminense. Von Juli bis Ende November wurde er an Sport Recife ausgeliehen. 2008 bekam er einen 6-Monatsvertrag  von Atlético Goianiense angeboten. Nach Ablauf des Vertrages wechselte er zum SE Gama. In den Jahren 2008 und 2009 wurde er an die Vereine Bursaspor und Náutico Capibaribe ausgeliehen. Von 2010 bis 2012 stand er bei den Vereinen Madureira EC, América FC, Anápolis FC, Bonsucesso FC und Paysandu SC unter Vertrag.